# Roberto Spizzichino
Roberto Spizzichino (Roma, 10 gennaio 1944 – Pescia, 21 novembre 2011) è stato un batterista, artigiano e artista italiano.
Ha suonato come batterista, sia dal vivo che per la registrazione di album, per numerosi artisti fra i quali Romano Mussolini, Tony Scott,  Pino Daniele, Mia Martini e Anna Oxa. In seguito si è dedicato alla lavorazione di piatti per batteria. È questa seconda attività che lo ha reso noto in tutto il mondo tra gli appassionati di batteria e percussione, grazie alla qualità e le particolari sonorità delle sue creazioni; era, secondo alcune fonti, venerato come l'unico 'master cymbalist'.

## Biografia
Nato in una famiglia di origini ebraiche, aveva seguito studi di chimica; batterista autodidatta, a 18 anni insegnava batteria e suonava con professionisti. Negli anni '70 ha suonato con Eddie "Lockjaw" Davis, Harry "Sweets" Edison, Dexter Gordon, Buck Clayton, Chet Baker e altri. Ha fatto parte, inoltre, del trio di Amedeo Tommasi con Piero Montanari, che lo chiamava affettuosamente "piattaio matto" e che riferisce che era soprannominato "Demostene". Marcello Rosa, che suonò con lui in tournée insieme a Mussolini, Montanari e Tony Scott, ebbe a definirlo «il più swingante batterista con cui abbia mai suonato: il suo shuffle era strepitoso»
Per un periodo di circa 4 anni ha lavorato con la UFIP di Pistoia, che lasciò per avviare una sua piccola azienda artigiana. Uno dei suoi prodotti più importanti realizzati per la UFIP fu la serie multicolore Tiger, suonata fra gli altri da Bernard Purdie.
Nel 1977, vuole una nota leggenda, affascinato dai vecchi piatti della Zildjian serie K andò a cercare la fabbrica originale ad Istanbul, ma la trovò chiusa, così, alla ricerca delle sonorità perdute dei vecchi K, decise di iniziare a creare da solo dei piatti.
Intanto nel 1978 suonò con Amedeo Tommasi nella colonna sonora di Jazz band, serie televisiva di Pupi Avati.

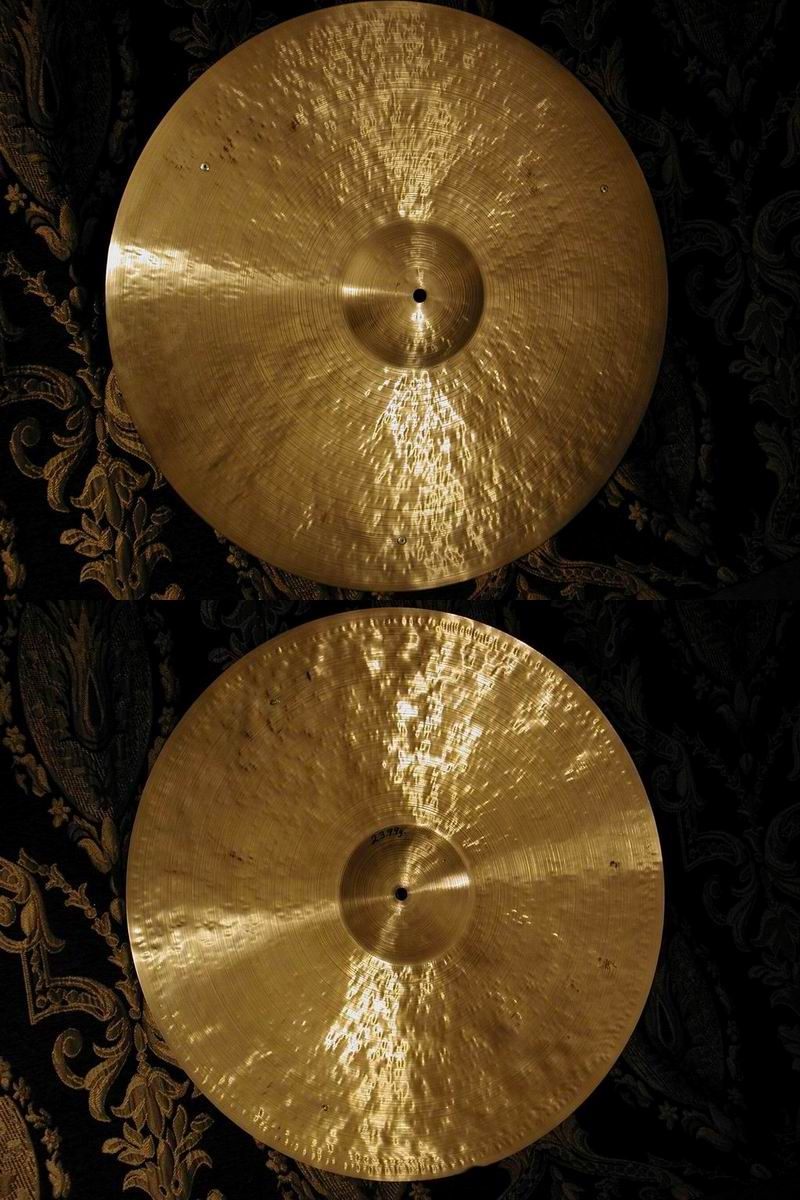
Un piatto Spizzichino da 22 pollici, sopra e sotto

Nel 1980 iniziò a martellare delle forme in lega B20 (80% rame, 20% stagno) sperimentando fino a ricreare dei piatti simili ai migliori vecchi "K". Questi piatti con il logo "SPIZZ" (o "Italian Spizz") trovarono un'ottima accoglienza tra i batteristi jazz in ambito internazionale (Joey Baron, Peter Erskine, Ricky Sebastian, Adam Nussbaum, Dave Weckl, Billy Higgins fra i tanti). La distribuzione in America fu curata dal negozio The Modern Drum Shop di New York.
Nel 1988 Roberto avviò una collaborazione con Robert Bespeco, producendo 4 serie economiche, mentre usciva dai listini la serie B20. Il logo SPIZZ fu venduto alla società di Bespeco. In seguito, in collaborazione con Paul Real e dopo una visita a Wuhan, città della Cina in cui indagò sui materiali, costruì dei prototipi, denominati "Wuhan Spizz", ma ne rimase insoddisfatto; erano prodotti senza il suo controllo o la sua approvazione. Decise successivamente di abbandonare il progetto da lui non più approvato.
Al principio degli anni '90 si era trasferito a Pescia in Toscana, dove in un laboratorio artigianale iniziò a produrre piatti artigianali e batterie musicali con il logo "R.Spizzichino".  In questo periodo ha collaborato con diversi jazzisti toscani come Mauro Grossi, Andrea Pellegrini, Nino Pellegrini e altri.
Intorno al 2002, ha iniziato inoltre a produrre piatti sinfonici, attualmente in uso in orchestre sinfoniche di tutto il mondo (Accademia Nazionale di Santa Cecilia, Berliner Philharmoniker, Royal Concertgebouworchestra, Wienersymphoniker, Metropolitan Opera House, New York Philharmonic, Maggio Musicale Fiorentino, Gran Teatro La Fenice e altre).
Edoardo Giachino possiede una delle più interessanti collezioni di piatti sinfonici Spizzichino.
È scomparso nel Novembre del 2011 all'età di 67 anni.
Il marchio Spizz è stato in possesso della Universal Percussion, che nel risolvere una vertenza contro la Dunnett Classic Drums di Ronn Dunnett, attestò pubblicamente e con chiarezza che i piatti "Spizz" venduti dal 2016 dalla Universal non hanno alcuna relazione con piatti prodotti da Spizzichino in Italia. In seguito, l'intera serie "Spizz" di Universal Percussion, realizzata in Turchia in lega B25, sarebbe stata acquistata da un negozio di strumenti musicali di Norfolk, Virginia.
Nel 2022, a Livorno, alla memoria di Spizzichino, definito lo Stradivari dei piatti, è stata dedicata la Grande Jam Session Tradizionale a cura del Comitato Unesco Jazz Day Livorno presso l'Auditorium Cesare Chiti del Conservatorio Pietro Mascagni.

## Discografia
- 1973 - Mirage, Romano Mussolini
- 1975 - Friendship, Marcello Rosa Jazz Ensemble featuring Tony Scott
- 1977 - Terra mia (album), Pino Daniele